# Gongylidioides communis
Gongylidioides communis là một loài nhện trong họ Linyphiidae.
Loài này thuộc chi Gongylidioides. Gongylidioides communis được Kendo Saito & Ono miêu tả năm 2001.